# Kukmakovci
Kukmakovci (znanstveno ime Leucoagaricus) so rod gliv iz družine kukmark (Agaricaceae).

## Seznam kukmakovcev Slovenije[2]
- rumeneči kukmakovec (Leucoagaricus americanus)
- Badhamov kukmakovec (Leucoagaricus badhamii)
- korenčasti kukmakovec (Leucoagaricus barssii)
- grbičasti kukmakovec (Leucoagaricus carneifolius)
- sivi kukmakovec (Leucoagaricus cinerascens)
- ognjeni kukmakovec (Leucoagaricus georginae)
- pegasti kukmakovec (Leucoagaricus jubilaei)
- rožnolistni kukmakovec (Leucoagaricus leucothites)
- grahasti kukmakovec (Leucoagaricus meleagris)
- dekliški kukmakovec (Leucoagaricus nympharum)
- Pilatov kukmakovec (Leucoagaricus pilatianus)
- mekinasti kukmakovec (Leucoagaricus subcretaceus)